# 尹喜
尹喜（？—？），字公度，一說為关尹。天水人，周靈王时为函谷关令。
《史记·老子韩非列传第三》
老子脩道德，其学以自隐无名为务。居周久之，见周之衰，乃遂去。至关，关令尹喜曰：“子将隐矣，彊为我著书。”於是老子乃著书上下篇，言道德之意五千馀言而去，莫知其所终。
刘向谓：「喜著书凡九篇，名关令子。」《汉书·艺文志》著录《关尹子》九篇，题周尹喜撰，已亡佚。
《庄子·天下篇》叙古之道术，以老子与关尹子并述。南北朝時《老子化胡經》記載尹喜與老子一同西去，在西域開創佛教以教化胡人。南北朝末期和唐代的楼观派，以及明清時以修煉氣功為主的文始派俱以关尹子为宗祖。
《历世真仙体道通鉴》记载了尹喜受《道德经》的经过：楚康王时尹喜为大夫，后仰观乾坤之气象，寂心精思以求道。有一天观看到东方紫气西迈显瑞，预知有圣人将要出关，於是自求为函谷关令。遇得老子，拜为师，请求至道，老子遂著成《道》《德》五千言授与尹喜，喜欣争持诵，奉行之後，修成至道。

## 参看
- 徐甲
- 楼观台
- 五朵山
- 文始派